# Krokant (maandblad)
Krokant was een nationaal maandblad voor de leden van Chirojeugd Vlaanderen van 14 jaar in de periode van 1971 tot 1981.
Krokant, net als Joepie en Toptip, is het resultaat van de samensmelting tussen Lente en Trouw, respectievelijk de tijdschriften voor meisjes en jongens in de jaren 50 en 60. In het laatste deel van de jaren 60 evolueerde de Chiro naar een nieuwe stijl en nieuwe afdelingsnamen, waardoor ook nieuwe tijdschriften ontstonden. Het concept van een gezamenlijk tijdschrift voor alle afdelingen werd losgelaten, en jongens en meisjes hoefden niet langer een apart tijdschrift te hebben.
Het eerste nummer van Krokant verscheen in januari 1971 en het verscheen elf keer per jaar. Tot december 1978 kenmerkte het tijdschrift zich door zijn opvallend smalle formaat. In september 1981 werd het tijdschrift omgedoopt tot Artisjok.
De oorspronkelijke redactie bestond uit drie personen die onder verschillende pseudoniemen schreven. Het tijdschrift was christelijk geïnspireerd maar richtte zich geleidelijk aan meer op de brede maatschappelijke context met sociale engagementen. Het merendeel van de artikelen bestond uit ideeën voor activiteiten en actuele jongerenthema's.